# Eleven Shades of Black
Eleven Shades of Black är Corrodeds första fullängdsalbum på ett skivbolag (Ninetone Records). Det släpptes den 16 maj 2009. Albumet gick in på 18:e plats på den svenska försäljningslistan och var det näst bäst säljande hårdrocksalbumet under utgivningsveckan. Albumet är inspelat i Sidelake Studios, Sundsvall och är producerat av Patrik Frisk.

## Låtlista
1. "6 Ft. of Anger" - 03:35
2. "Time and Again" - 04:07
3. "King of Nothing" - 04:19
4. "Leave Me Alone" - 04:13
5. "Come on In" - 03:28
6. "Inside You" - 04:24
7. "Bleed" - 03:43
8. "Scarred" - 04:21
9. "Token" - 04:10
10. "All the Voices" - 04:04
11. "Enigma" - 04:28
12. "Time and Again" (Radio Edit) (Bonus) - 03:33
13. "Alpha & Omega" (Bonus) - 04:36

## Listplaceringar
| Lista (2009-2009) | Position |
| ----------------- | -------- |
| Sverige           | 18       |